# 아소시아상 페호비아리아 지 이스포르치스
아소시아상 페로비아리아 지 이스포르치스(Associação Ferroviária
de Esportes)는 1950년 4월 12일에 창단한 브라질 상파울루주 아라라쿠아라를 연고로 하는 축구팀이다. 페로비아리아는 아라라쿠아라의 축구팀 중 유일하게 캄페오나투 파울리스타 최상위 리그를 경험했으며, 캄페오나투 브라질레이루 세리이 B를 경험해 본 팀이다. 2018년 현재 전국 2부 리그 캄페오나투 브라질레이루 세리이 B와 상파울루주 2부 리그 캄페오나투 파울리스타 세리 A2에 참가하고 있다. 구단의 상징색은 암적색이다.
1950년 4월 12일 이스트라다 지 페로 아라라쿠아라(포르투갈어: Estrada de Ferro Araraquara)라는 이름으로 창단하였으며, 뜻은 "아라라쿠아라 철도"라는 뜻이었다. 안토니우 타바레스 페헤이라 리마가 초대 회장으로 선출되었다. 구단의 상징색은 초기에는 여타 리우데자네이루의 구단들과 비슷한 파란색이었으나, 그 색에 대해 팬들에게 인기를 끌지 못해, CA 주벤투스와 같은 암적색으로 선택하였다.
구단은 여자 축구팀도 운영하고 있다.

## 수상
- 캄페오나투 브라질레이루 세리이 C
  - 준우승 (1회) : 1994
- 캄페오나투 파울리스타 2부
  - 우승 (3회) : 1955, 1966, 2015
- 코파 파울리스타
  - 우승 (2회) : 2006, 2017

## 선수 명단

### 현역
참고: FIFA 자격 규정에 따라 소속된 국가대표팀 국기를 표시합니다. 선수는 복수의 FIFA 비회원국 국적을 가지고 있을 수 있습니다.
| 번호 | 포지션 | 국적 | 이름 |
| ---- | ------ | ---- | ---- |

| 번호 | 포지션 | 국적 | 이름      |
| ---- | ------ | ---- | --------- |
| -    | MF     |      | 말론 비카 |

## 역대 감독
| 감독              | 임기 |
| ----------------- | ---- |
| 도리바우 주니오르 | 2002 |

틀:캄페오나투 파울리스타 세리 A2